# 즈엉반민
즈엉반민(베트남어: Dương Văn Minh, 1916년 2월 16일 ~ 2001년 8월 5일)은 베트남의 군인이자 정치인이다. 1963년 그는 응오딘지엠이 살해당했던 쿠데타 후에 남베트남의 지도자가 되었다. 즈엉반민의 지배는 2달 밖에 지속되지 못했다. 공산군들에게 국가를 항복하기 전인 1975년에도 잠시 남베트남을 지도하였다. 1975년 4월 30일 베트콩과 북베트남군이 진입하자, 항복문서에 서명했다.
자신의 6 피트 신장, 200 파운드 때문에 "빅민"(Big Minh)으로 별명을 얻은 그는 전체의 다른 베트남 군인들을 작게 보이게 하였다. 그 일은 또한 남베트남의 다른 군사 장군 쩐반민으로부터 그를 구별하는 것이다.

## 어린 시절
메콩강 삼각주에 있는 미토에서 태어난 즈엉반민은 불교 신자였다. 그는 사이공으로 가서 캄보디아의 국왕 시아누크가 또한 수학했던 최고의 프랑스 식민지 학교에서 수학하였다.

## 초기 경력
1940년 프랑스 파리에 있는 군사학교(École militaire)를 졸업하고 프랑스령 안남 식민 정부군 중위로 근무하였다. 1940년 비시 프랑스 정권이 들어선 후 베트남 지역이 일본의 점령지가 되었을 때 자유 프랑스의 입장에서 항일 활동을 전개하였다. 후에 체포된 그는 일본군의 고문에 의해 잇몸이 심히 훼손되었다고 전해진다.
1945년 일본이 패망하자 다시 프랑스군으로 복귀하였고, 1949년 프랑스 괴뢰국인 베트남국의 국가군으로 편입되어 군 생활을 지속하였다. 이 당시 그는 베트남 국가군 민병 조직의 대대장으로서 호치민의 베트남 독립동맹회에 대항하였지만, 역부족이었고, 내내 후퇴를 거듭해야만 했다.
1954년 그는 새로운 남베트남 육군에 입대하였다. 1956년 그는 남베트남 정권을 위협한 무장 종파 호아하오교와 마약 거래 약탈 조직 빈수옌을 물리쳤다. 이 일은 그에게 미국의 존중을 얻게 하였고, 즈엉반민은 그러고나서 거기에 유학가는 데 보내졌으며 자신의 부족한 영어 실력에 불구하고 캔자스주 포트레번워스에 있는 미국 육군지휘참모대학교에서 수학하였다.
그는 1962년부터 1963년까지 응오딘지엠 총통에게 군사 고문이었다.

## 응오딘지엠의 축출과 군사 정권
응오딘지엠은 매우 인기없는 지도자였고, 그래서 1963년 미국은 즈엉반민에게 만약 응오딘지엠이 축출당한다면 자신들은 상관하지 않을 것을 알렸다. 즈엉반민은 당시 두번째로 높은 계급의 장군이었고 1963년의 말기에 응오딘지엠을 축출하는 쿠데타를 지도하였다.
1963년 11월 1일 응오딘지엠과 그의 동생 응오딘뉴은 항복 후 살해되었다. 즈엉반민은 11월 6일 군사 정권 아래 정부를 차지하였다. 그는 당시 미국인들의 호의였으며 미국 대사 맥스웰 테일러와 테니스를 하고 전쟁 이야기들을 나누었으며 미국의 국방부 장관 로버트 맥나마라에게 인상을 주었다.
즈엉반민은 베트콩을 싸우거나 국가를 운영하는 것 보다는 마작을 하는 것을 더 좋아했다고 말해졌다. 그의 군사 정권은 1964년 1월 30일 응우옌카인 장군에 의하여 축출되기 전에 몇달 밖에 지속되지 않았다.

## 망명과 귀국
즈엉반민은 태국 방콕으로 망명하였다. 그는 특히 자신의 치과 지불을 포함하여 이 시기 동안 자신에게 성원을 준 미국 중앙 정보국에 아직도 많은 미국인 친구들이 있었다. 답례로 그는 1968년 소문난 외무부 계간지를 위하여 베트남에 관한 매파적인 기사를 써 베트콩을 운명지우고 공산당원들과 아무 가능한 연정을 비난하였다. 이 일은 그가 귀국하는 도움을 주었다.
1968년 미국은 그를 망명으로부터 다시 데려왔다. 그는 아직도 미국에 의하여 성원된 응우옌반티에우를 반대하였다. 즈엉반민은 1971년 선거에서 응우옌반티에우를 상대로 출마하려고 했으나 자신에게 선거들이 조작되었다는 것이 명백해졌기 때문에 그는 물러났다. 응우옌반티에우는 그러고나서 이 선거에서 단 하나의 후보였다. 이 후에 즈엉반민은 낮은 자세를 유지하였다.
즈엉반민은 무장 탈취를 피하는 데 북베트남과 타협으로 올 수 있었던 "제3 세력"의 가능한 지도자로 여겨졌다. 그의 동생 즈엉반늇은 북베트남 육군에서 지도적인 장군이었다. 1973년 즈엉반민은 응우옌반티에우와 베트콩의 제안들 사이에 타협이었던 남베트남을 위하여 자신 소유의 정치적 프로그램을 제안하였다. 하지만 응우옌반티에우와 미국은 아무 이런 타협으로 강하게 반대되었다. 그는 북베트남 정부와 연락을 한 것으로 알려졌으나 그 일은 조심스럽게 즈엉반민을 지지하거나 비난하는 것을 피하였다.
1975년 4월 후순 남베트남이 전쟁을 패할 것이 분명해졌을 때 응우옌반티에우 총통은 타이완으로 달아나면서 부총통 쩐반흐엉에게 정권을 넘겼다. 쩐반흐엉 총통은 북베트남과 평화 회담을 준비하였으나 자신의 만남이 실패했을 때 즈엉반민에게 정권을 넘겼다.

## 정권 복귀와 항복
즈엉반민은 그러고나서 며칠 후, 4월 28일 총통이 되어 북베트남과 화해를 추구하는 데 약속하였다. 그는 그것의 나머지와 같은 남베트남 정부의 군사 상황과 북베트남이 그와 협상하는 데 강박을 느끼지 않았던 때문에 화해에 자신의 노력들에서 크게 비성공적이었다. 4월 30일 사이공은 함락되었다. 즈엉반민은 그날 아침 11시 국내 라디오와 텔레비전에 나왔을 때 남베트남이 무조건 항복하고 있다는 것을 공고하였다. 그는 "베트남 공화국 정책은 평화와 화해의 정책이며 우리 국민들의 피를 구하는 데 목표를 두었다. 우리는 쓸모없는 유혈 사태를 멈추는 목적으로 권위를 넘기는 데 여기서 임시 혁명 정부를 기다리고 있다."고 공고하였다.
공산군들이 사이공에 있는 통일궁에 입성했을 때 그들은 내각실에서 큰 집무 탁자를 주위로 앉아있던 즈엉반민과 그의 내각을 찾았다. 그들이 들어오면서 즈엉반민은 공산군 사령관을 바라보며 "우리는 정부를 넘길 수 있도록 당신을 기다려 왔습니다."라고 말하였다. 공산군 장교 부이틴 대좌는 " 당신이 가진게 없는 데 뭘 넘긴다는 거요."라고 하였다.
오후 나중에 그는 다시 라디오에 나와 "나는 사이공 정부는 완전히 전체의 수준들에 해산되었다는 것을 공고한다."고 말하였다.
부이틴 대좌에게 자신의 공식적 항복 후에 그는 체포되었다. 며칠 후에 그는 자신의 별장으로 돌아가는 데 허용되었다. 그는 거기서 8년 동안 가택 연금 생활을 하면서 새들을 기르고 이국적 과수원들을 재배하였다.

## 망명 생활
1983년 즈엉반민은 프랑스로 망명이 허용되어 파리 근처에 살았다. 그에게는 프랑스에 살고 있는 2명의 아들, 즈엉민둑과 즈엉민탐이 있다. 자신 일생의 마지막 몇년 동안 그는 자신의 딸 즈엉마이와 함께 미국 캘리포니아주 패서디나에서 살았으며 자신의 사망 전에 그는 휠체어로 틀어박혀 있었다.
2001년 8월 5일 즈엉반민은 패서디나의 자택에서 떨어졌다. 그는 헌팅턴 기념 병원으로 후송되어 다음날 밤에 86세의 나이로 사망하였다. 그는 휘티어에 있는 로즈힐스 불교 묘지에 안장되었다.
옛 남베트남 정부와 현재 베트남 정부의 지지자들은 둘다 그의 항복으로 대부분 즈엉반민에 관하여 섞인 느낌들을 가지고 있다.

## 같이 보기
- 도까오찌
- 응우옌카인
- 쩐티엔키엠